# NGC 1656
NGC 1656 je galaksija u zviježđu Eridanu.

## Vanjske poveznice
- SEDS: NGC 1656